# Andreas Baum (Filmregisseur)

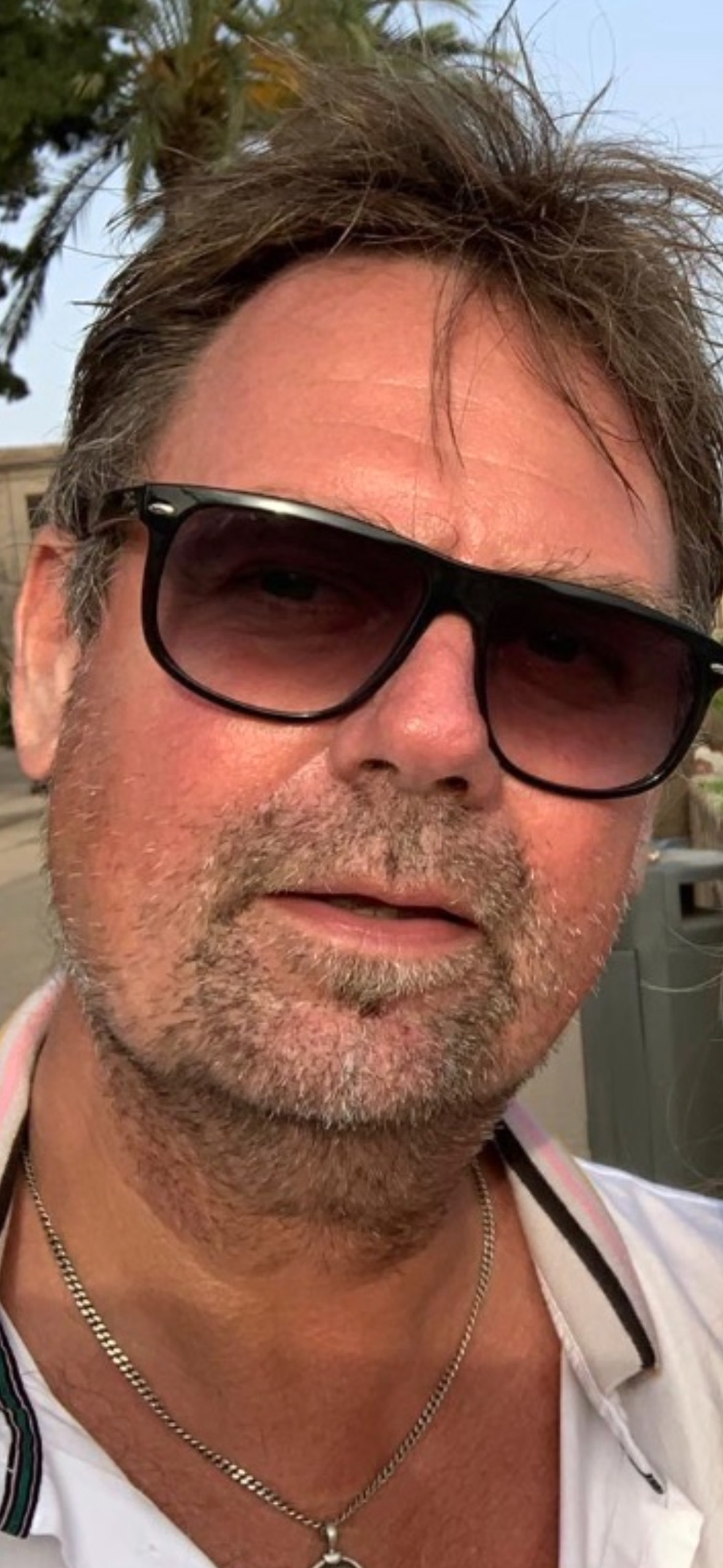
Andreas Baum (2022)

Andreas Baum (* 17. April 1965 in Kassel) ist ein deutscher Journalist, Filmregisseur, Filmproduzent, Autor sowie Manager des Komikers Martin Schneider.

## Leben
Andreas Baum studierte nach dem Abitur am Goethe-Gymnasium Kassel in Göttingen Rechtswissenschaft an der Georg-August-Universität. 1992 schloss er sein Studium mit dem juristischem Staatsexamen und dem akademischen Grad Diplom-Jurist ab.
Seit 1986 war Baum neben seinem Studium als Journalist und Autor tätig, seit 1987 auch für die ZDF-Redaktion „Recht und Justiz“ als freier TV-Journalist, u. a. mit Berichten für die Nachrichtensendung heute, das heute-journal, das ZDF Morgen- und Mittagsmagazin, die politische Fernsehsendung Kennzeichen D und das Wirtschafts- und Verbrauchermagazin WISO. Außerdem schrieb er in dieser Zeit u. a. regelmäßig für die Deutsche Presse-Agentur (dpa) sowie für verschiedene bundesweite Printmedien und arbeitete als Radio-Journalist für den Hörfunk des Hessischen Rundfunks.
1994 gründete Baum in Kassel die Unternehmen EXIT Film- und Fernsehproduktion sowie die EXIT Studios und EB-Teams. Zusammen mit seinem Team produziert er seitdem u. a. TV-Dokumentationen und -Reportagen für TV-Sender wie ZDF, ZDFinfo, 3sat, Arte, ARD, MDR sowie Magazinbeiträge für die TV-Formate WISO, ZDFzoom, Frontal, plusminus und Umschau.
Bei seinen Filmen fungiert Baum häufig als Journalist/Reporter, Drehbuchautor, Regisseur sowie Produzent im Auftrag der jeweiligen TV-Sender und -Formate. Der Schwerpunkt seiner Tätigkeit liegt dabei im investigativen Journalismus, er produziert u. a. aber auch filmhistorische, internationale Dokumentationen mit Reenactments, beispielsweise für ZDF/Arte, die in verschiedenen Sprachen weltweit vermarktet werden, wie z. B. die Filme Laurel & Hardy: Die komische Liebesgeschichte von ‘Dick & Doof‘ (aka: Laurel & Hardy: Their Lives and Magic), Hollywoods Spaßfabrik: Als die Bilder lachen lernten (aka: The Lot of Fun – Where the Movies Learned to Laugh) oder Harold Lloyd – Hollywoods zeitloses Comedy-Genie (aka: Harold Lloyd: Hollywood’s Timeless Comedy Genius).
Außerdem arbeitet Baum als Autor, Regisseur und Produzent für szenische Produktionen (u. a. 165 Folgen der Geschichten aus der juristischen Gruft für das Gerichtsmagazin Recht brisant) und produziert Musikvideos, Image-, Werbe- und Veranstaltungsfilme.  2012 gründete er in Kassel das Unternehmen Fun Factory Films u. a. für die Lizenzierung und den Vertrieb von Filmen, die Produktion und den Vertrieb von Filmmusiken, Film-Effekten, Film-Animationen und Film-Grafiken sowie als Musik- und Buch-Verlag.
Als Autor veröffentlichte Baum 1997 im Ueberreuter-Verlag das Buch „WISO-Report – Die miesen Maschen der Abzocker.“ 2024 veröffentlichte er im FunFactoryFilms-Verlag zusammen mit dem Autor Michael Ehret und Mitarbeit des deutschen Grafikers Axel Schuldes den weltweit größten und umfangreichsten Bildband über das Leben und Werk des berühmten Komiker-Duos Stan Laurel und Oliver Hardy ("Dick & Doof") LAUREL AND HARDY: A TRUE LOVE STORY - THE PICTORIAL HISTORY OF STAN & OLLIE: THEIR LIFE AND WORK (Volume 1) inklusive DVD und mit über 500 Seiten sowie zahlreichen Essays internationaler Laurel & Hardy-Experten. Die Vorworte zu diesem Bildband wurden von den bekannten deutschen Komikern Otto Waalkes und "Maddin" Schneider sowie dem ebenfalls bekennenden Laurel und Hardy-Fan Cem Özdemir beigesteuert, dem Bundesminister für Ernährung und Landwirtschaft der Bundesrepublik Deutschland.
2024 übernahm Baum auch das Management für den Schauspieler und Komiker Martin Schneider („Maddin“), der u. a. aus den "7 Zwerge-Filmen", der "Schillerstraße", dem "Quatsch Comedy Club", "Maddin in Love" oder "Genial daneben" sowie durch seine zahlreichen Comedy-Programme und -Auftritte (aktuelles Bühnen-Programm ab 2024: "Schöne Sonndaach!") und Werbeauftritte bundesweit bekannt ist.

## Filmografie (Auswahl)
Als Regisseur und Produzent
- 2010: Open Arms (Musikfilm)

Als Autor, Regisseur und Produzent
- 1992: EXIT (Kurzspielfilm)
- 1999: Kampf dem Verbrechen – Verbrechensbekämpfung und Strafjustiz in Großbritannien (Arte-Themenabend-Reportagen und -Dokumentationen)
- 2002: Trostpflaster Schmerzensgeld (ZDF-Dokumentation)[12]
- 2007: Die Fälscher (ZDF-Dokumentation)
- 2011: Die Tatortreiniger (ZDF-Dokumentation)
- 2011: Laurel & Hardy: Die komische Liebesgeschichte von 'Dick & Doof' (aka: Laurel & Hardy: Their Lives and Magic) (ZDF/Arte-Dokumentation)[3][13]
- 2012: Die Anruffalle – Wie Call-Center abzocken (ZDFzoom-Dokumentation)[14]
- 2013: Hollywoods Spaßfabrik: Als die Bilder lachen lernten (aka: The Lot of Fun – Where the Movies Learned to Laugh) (ZDF/Arte-Dokumentation)[15][16]
- 2013: Die Sternelüge – Wie sich Hotels mit falschen Federn schmücken (ZDFzoom-Dokumentation)
- 2014: Kredit oder Konkurs – Die fragwürdigen Methoden von SCHUFA & Co.(ZDFzoom-Dokumentation)[17]
- 2015: Die Tricks der Autohändler – Wie Gebrauchtwagenkäufer über den Tisch gezogen werden (MDR-Dokumentation)[18]
- 2015: Unschuldig hinter Gittern – Weggesperrt und abgehakt (ZDF/3sat-Dokumentation)[19]
- 2015: Freie Kfz-Werkstätten auf dem Prüfstand – Wie gut sind A.T.U, pitstop & Co.? (ZDFzoom-Dokumentation)[20]
- 2015: Abzocke in Deutschland – Kartelle auf Kosten der Kunden (ZDF-WISO-Dokumentation)[21]
- 2016: Können Sterne lügen? – Hotelbewertungen in Deutschland (ZDF-WISO-Dokumentation)[22]
- 2016: Tatort Deutschland – Einbruchsparadies Deutschland (ZDF-Zoom-Dokumentation)[23]
- 2017: Kfz-Markenwerkstätten auf dem Prüfstand – Der seriöse Schein (ZDFzoom-Dokumentation)[24]
- 2017: Harold Lloyd – Hollywood’s zeitloses Comedy-Genie (aka: Harold Lloyd: Hollywood’s Timeless Comedy Genius)(ZDF/Arte-Dokumentation)[6][25]
- 2017: Tatort Telefon – Bei Anruf Abzocke (ZDF-WISO-Dokumentation)[26]
- 2018: Patienten im Visier – Wenn Ärzte abzocken (ZDF-WISO-Dokumentation)[27]
- 2018: Bei Anruf Abzocke – Betrug aus dem Call-Center (ZDFzoom-Dokumentation)[28]
- 2019: Fakten, Fakes und Kundentäuschung – Die Macht der Internetbewertungen (aka: Gekaufte Sterne – Das Geschäft mit den Internetbewertungen) (ZDF-WISO-Dokumentation)[29]
- 2019: Die Inkasso-Falle – Geldeintreibern auf der Spur (ZDF-WISO-Dokumentation)[30]
- 2019: Ein Ex-Einbrecher packt aus – Wie das eigene Zuhause sicher wird (ZDF-WISO-Dokumentation)[31]
- 2020: Die Schadensfalle – Wenn Versicherungen tricksen (ZDF-WISO-Dokumentation)[32]
- 2021: Gutachter-Falle – Die Macht der Experten (ZDF-WISO-Dokumentation)[33]
- 2021: Die Daten-Falle – Ausspioniert und abgezockt (ZDF-WISO-Dokumentation)[34]
- 2022: Die Fake-Falle – Das Milliardengeschäft mit gefälschten Produkten (ZDF-WISO-Dokumentation)[35]
- 2022: Die Fake-Falle (3sat MAKRO-Dokumentation)[36]

## Auszeichnungen (Auswahl)
- 2015: Gewinner der Gold World Medal[37] der International Television & Film Awards der New York Festivals[38] für die internationale Dokumentation The Lot of Fun: Where the Movies Learned to laugh (deutscher Titel: Hollywoods Spaßfabrik: Als die Bilder lachen lernten)[15]
- 2017: Fernseh-Pressepreis des Deutschen Anwaltvereins (DAV) für die ZDF-/3sat-Dokumentation Unschuldig hinter Gittern – weggesperrt und abgehakt[39][40], überreicht durch den damaligen Bundesminister der Justiz und für Verbraucherschutz Heiko Maas.